# Aglaia soepadmoi
Aglaia soepadmoi là một loài thực vật có hoa trong họ Meliaceae. Loài này được Pannell mô tả khoa học đầu tiên năm 2005.